# Мартин Урбанік
Мартин Урба́нік (?, Замостя — між 24 березня і 9 квітня 1764) — архітектор і будівничий доби бароко. Якийсь час — надвірний архітектор магната Миколи Василя Потоцького.

## Життєпис
Народився в місті Замості, дата народження невідома. Прибув до Львова із Замостя. 25 січня 1750 року одружився із Агнесою Рейх, донькою львівського цехового шевця Яна Рейха. Донька Урбаніка — Антонела стала дружиною архітектора Клеменса Фесінґера. Створив будівельну спілку із Бернардом Меретином. Не будучи членом львівського цеху будівничих, разом із напарником часто відбирав у місцевих майстрів об'єкти вже на стадії будівництва. Цим спричинено ряд позовів, де обидва архітектори були відповідачами. Пізніше з якихось причин працює без Меретина як самостійний будівельний підприємець. Позов цеху проти Урбаніка близько 1750 року перелічує цілий ряд об'єктів, відібраних Урбаніком, що нині дозволяє пов'язати їх будівництво з його іменем.
Був свідком на весіллі Йозефа Штиля (пол. Józef Sztyl) з Катажиною Марквартувною (26 червня 1757 року, інший свідок Ян Ґертнер). 24 березня 1764 р. востаннє взяв плату (288 зл. п.) за роботи для костелу домініканців у Львові, а 9 квітня було відомо про смерть Урбаніка.
Споруди
На відміну від Бернарда Меретина спрощував тонкі деталі камінних різьб у своїх проєктах, застосовував схематичні, пласкі адаптації форм.
- Від 1745 року до самої смерті керував будівництвом нового костелу Божого Тіла домініканського монастиря (проєкт Яна де Вітте). Спроєктував вівтар каплиці Потоцьких при цьому храмі.[6]
- Якісь роботи при монастирі вірменських бенедиктинок разом із цілим кварталом вулиці Вірменської.
- Відбудова бенедиктинського монастиря після пожежі 1746 року[7].
- Невстановлені роботи при монастирі францисканців (не зберігся, нині це вулиця Театральна).
- Керував будівництвом дзвіниці при монастирі домініканок, що на нинішній вулиці Коперника, 36 (збереглась лише ця дзвіниця).
- Роботи у будинку на площі Ринок, 2. Через недотримання умов контракту позваний власником будинку до суду.
- Розбудова костелу Марії Маґдалини (1753–1758). Храм став шестистовпною тринавною базилікою із новим триярусним фасадом.[8]
- Участь у будівництві палацу Станіслава Любомирського (проєкт Яна де Вітте)[9].
- Матеріали позову 1750 року також свідчать про якісь роботи, що виконувались Урбаніком за межами Львова.
- Костел Внебовзяття Пресвятої Діви Марії[10] (Костел Внебовзяття Пресвятої Діви Марії) в Бучачі[джерело?], (1761–1763)
- Церква Успіння Пресвятої Діви Марії в Городенці[11].
- Монастир домініканців у містечку Богородчани (атрибуція Пйотра Красного).[12]

Правдоподібно, він або Клеменс Ксаверій Фесінгер був автором проєкту костелу Непорочного зачаття в Лопатині.

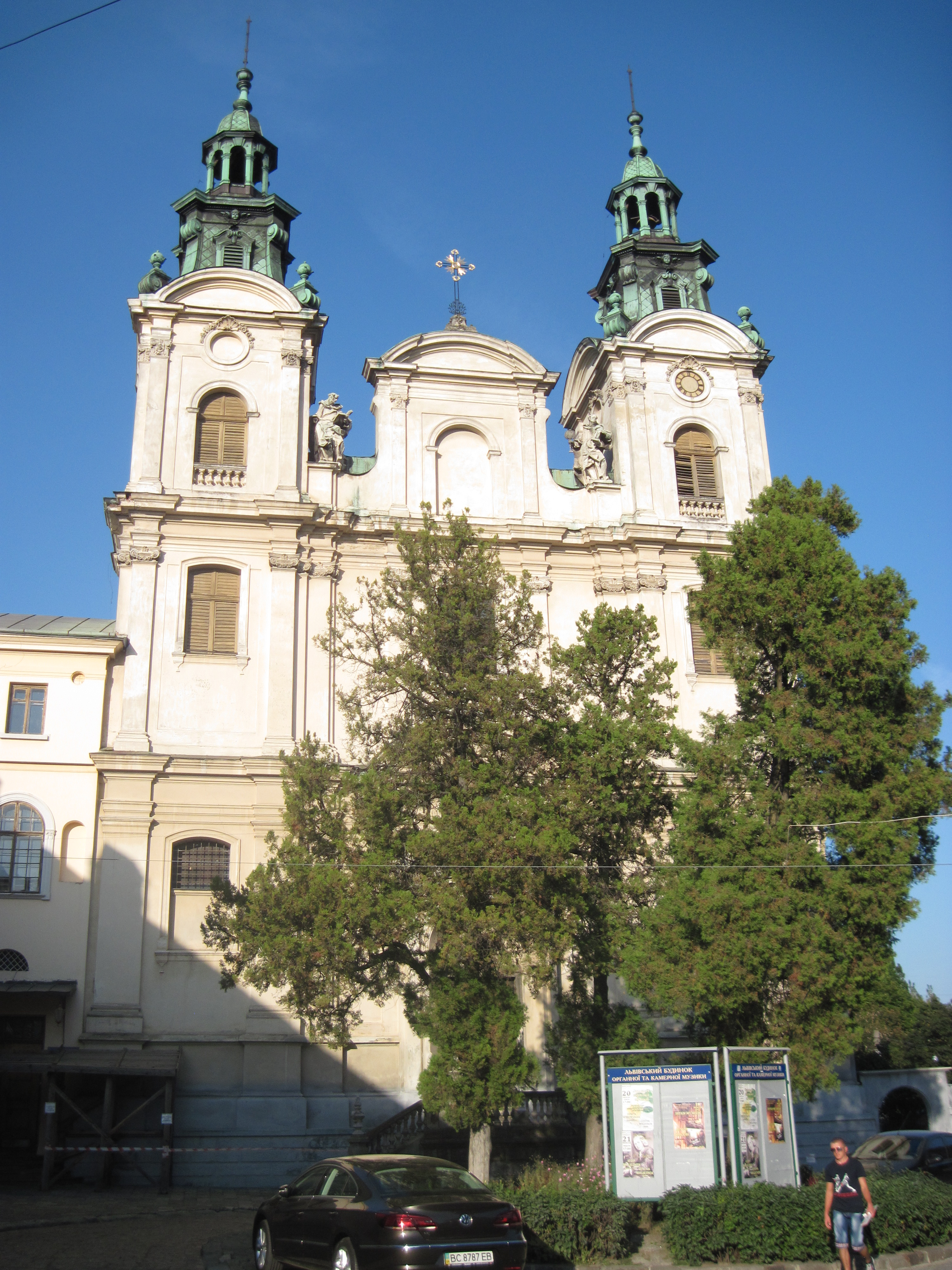
Костел Марії Маґдалини (Львівський органний зал)
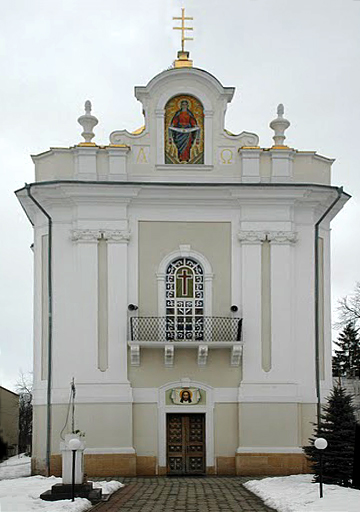
Церква Успіння Пресвятої Діви Марії, Городенка
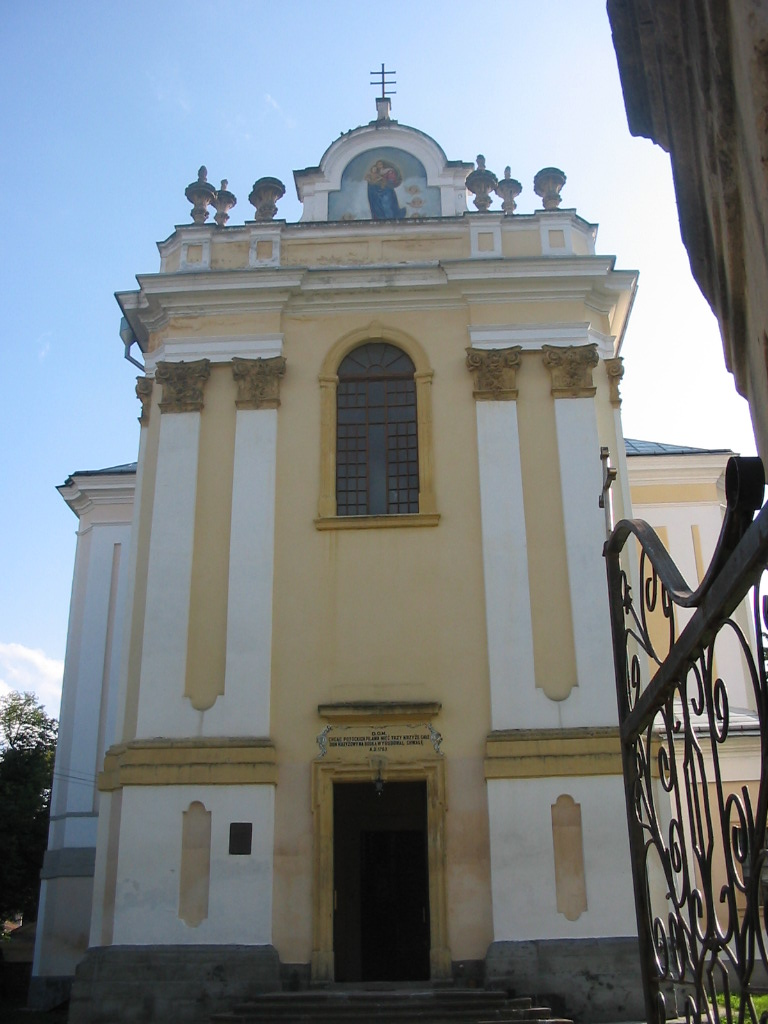
Фасад костелу Успіння Богородиці, Бучач